# Dasiops nigropedis
Dasiops nigropedis är en tvåvingeart som beskrevs av Mcalpine 1964. Dasiops nigropedis ingår i släktet Dasiops och familjen stjärtflugor.
Artens utbredningsområde är Manitoba. Inga underarter finns listade i Catalogue of Life.